# Michał Okoński (dziennikarz)
Michał Okoński (ur. 1971) – polski pisarz i dziennikarz, publicysta działu krajowego „Tygodnika Powszechnego”, gdzie pracuje od 1991, poprzednio m.in. jako sekretarz redakcji, kierownik działu krajowego i zastępca redaktora naczelnego (do 2015 r.).
Michał Okoński jest autorem bloga Futbol jest okrutny oraz książek Futbol jest okrutny (wyd. Czarne, 2013), Światło bramki (wyd. Znak, 2021) i Stałe fragmenty (wyd. Znak, 2023). Stały współpracownik magazynu „Kopalnia", publikował także m.in. w „Gazecie Wyborczej”, „Rzeczpospolitej”, „Charakterach”, „Kontekstach” i „Frankfurter Allgemeine Zeitung”. Wydał rozmowę-rzekę z Małgorzatą Chmielewską (Wszystko, co uczyniliście..., wyd. Znak, 1999), był również współautorem rozmów z Tomaszem Węcławskim (Pascha Jezusa, wyd. Znak, 2006) oraz redaktorem wyborów publicystyki Jerzego Turowicza (Bilet do raju, wyd. Znak, 1999) i ks. Adama Bonieckiego (m.in. Zakaz palenia, wyd. Znak, 2014). Tłumacz (Aniołowie o brudnych twarzach Jonathana Wilsona, 2018, Dziedzictwo Barcelony, dziedzictwo Cruyffa Jonathana Wilsona, 2021, Nazwiska dawno niesłyszane Jonathana Wilsona, 2023). Od 2022 r. ekspert Viaplay Sport, komentujący w tej stacji mecze angielskiej Premier League.
W marcu 2024 został pierwszym laureatem Nagrody Mariusza Waltera w kategorii Sport w mediach „za wiedzę, erudycję, styl i umiejętność prostego tłumaczenia skomplikowanej rzeczywistości, za teksty dla Tygodnika Powszechnego i publikowane na blogu Futbol jest okrutny oraz za książkę Stałe fragmenty o pięknej i brudnej twarzy futbolu". W grudniu 2023 roku otrzymał nagrodę Grand Press w kategorii Publicystyka za tekst Dłoń w ogniu (Tygodnik Powszechny), wcześniej dwukrotnie (2016, 2018) nominowany do nagród Grand Press w tej kategorii. W 2021 i w 2023 roku nominowany także do Nagrody im. Bohdana Tomaszewskiego, którą nagradzani są dziennikarze sportowi za „warsztat dziennikarski”, „elegancję w posługiwaniu się językiem polskim” oraz „kulturę zawodową i osobistą”. Nominowany do nagrody Mediatory 2018. Jest laureatem nagrody Dziennikarz Małopolski w kategorii publicystyka internetowa za rok 2011. 
Były mąż Janiny Ochojskiej. 